# Liste der Biografien/Jag
Liste der Biografien |
Portal Biografien |
Personensuche
# |
A |
B |
C |
D |
E |
F |
G |
H |
I |
J |
K |
L |
M |
N |
O |
P |
Q |
R |
S |
T |
U |
V |
W |
X |
Y |
Z |
?
 
Ja |
Jb |
Jd |
Je |
Jh |
Ji |
Jj |
Jl |
Jn |
Jm |
Jo |
Jp |
Jr |
Js |
Jt |
Ju |
Jv |
Jw |
Jy
 
Jaa |
Jab |
Jac |
Jad |
Jae |
Jaf |
Jag |
Jah |
Jai |
Jaj |
Jak |
Jal |
Jam |
Jan |
Jao |
Jap |
Jaq |
Jar |
Jas |
Jat |
Jau |
Jav |
Jaw |
Jax |
Jay |
Jaz
Die Liste der Biografien führt alle Personen auf, die in der deutschsprachigen Wikipedia einen Artikel haben. Dieses ist eine Teilliste mit 491 Einträgen von Personen, deren Namen mit den Buchstaben „Jag“ beginnt.

## Jag

### Jaga
- Jagaciak, Monika (* 1994), polnisches Model
- Jagaciak-Michalska, Anna (* 1990), polnische Drei- und Weitspringerin
- Jagan, Cheddi (1918–1997), guyanischer Politiker
- Jagan, Janet (1920–2009), guyanische Politikerin und Schriftstellerin
- Jaganjac, Halil (* 1998), kroatischer Handballspieler
- Jagannathan, Krishnammal (* 1926), indische Aktivistin für soziale Gerechtigkeit
- Jagannathan, Poorna (* 1972), US-amerikanische Schauspielerin und ProduzentinPoorna Jagannathan (* 1972)

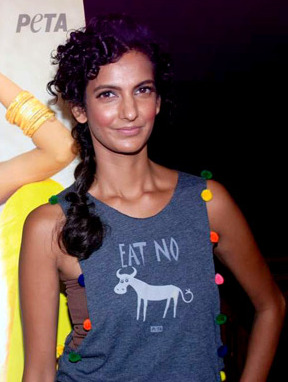
Poorna Jagannathan (* 1972)

- Jagar, Billy (1870–1930), Aborigine, Stammesführer
- Jagar, Goran (* 1984), serbischer Ruderer
- Jagat Gosain (1573–1619), Königin des indischen Mughal-Reichs
- Jagatara, Oharu († 1697), japanische Autorin und Exilantin
- Jagau, Hauke (* 1961), deutscher Politiker (SPD)

### Jagd
- Jagd, Karin (* 1957), dänische Film- und Theaterschauspielerin
- Jagd-Maler, lakonischer Vasenmaler
- Jagdeo, Bharrat (* 1964), guyanischer Politiker, Staatspräsident von Guyana (1999–2011)
- Jagdeosingh, Kendall (* 1986), Fußballspieler aus Trinidad und Tobago
- Jagdfeld, Anno August (* 1946), deutscher Immobilienunternehmer

### Jage
- Jage, Friedrich (1850–1937), deutscher Baumeister

#### Jagec
- Jagečić, Nika (* 2003), kroatische Skilangläuferin

#### Jagel
- Jägel, Karl-Wolfgang (* 1957), deutscher Politiker (CDU), MdL, Geschäftsführer
- Jagelavičius, Juozas (1939–2000), sowjetischer Ruderer
- Jagelke, Magdalena (* 1974), polnische Autorin

#### Jagem
- Jagemann, Christian Joseph (1735–1804), deutscher Hofrat und Bibliothekar
- Jagemann, Eduard Joachim Theodor Joseph (1826–1897), königlich preußischer Generalmajor und zuletzt Direktor der Gewehr- und Munitionsfabrik Erfurt
- Jagemann, Ferdinand (1780–1820), deutscher Maler und Bruder der Schauspielerin Karoline Jagemann
- Jagemann, Franz von (1804–1889), badischer Verwaltungsjurist
- Jagemann, Hans Carl Günther von (1859–1926), deutscher Germanist und Professor an der Harvard-Universität
- Jagemann, Hans Ernst von (1584–1647), deutscher Hofbeamter und Offizier
- Jagemann, Hans Karl Wilhelm von (1814–1874), königlich preußischer Generalmajor und zuletzt Kommandeur der 13. Artilleriebrigade
- Jagemann, Johann von (1552–1604), braunschweigischer Kanzler und Geheimrat
- Jagemann, Karoline (1777–1848), deutsche SchauspielerinKaroline Jagemann (1777–1848)

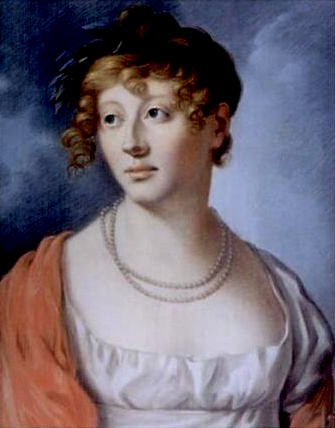
Karoline Jagemann (1777–1848)

#### Jagen
- Jagenberg, Adolf (1819–1900), deutscher Unternehmer in der Papierindustrie und Politiker
- Jagenberg, Ferdinand (1794–1871), deutscher Unternehmer in der Papierindustrie und Politiker
- Jagenberg, Otto (1861–1937), deutscher Unternehmer in der Papierindustrie
- Jagenberg, Paul (1900–1979), deutscher Papierindustrieller und Kulturmäzen
- Jagenburg, Greg (* 1956), US-amerikanischer Schwimmer
- Jagenburg, Walter (1937–2003), deutscher Rechtswissenschaftler
- Jägendorf, Siegfried (1885–1970), rumänischer Ingenieur und Judenretter
- Jagendorf, Zvi (* 1936), israelischer Schriftsteller
- Jagenow, Hans (* 1938), deutscher Diplomat und Jugendfunktionär
- Jagenteufel, Nikolaus (1526–1583), deutscher lutherischer Theologe und Pädagoge

#### Jager

##### Jager V
- Jäger van Boxen, Bernd E. (* 1956), deutscher Schauspieler und Synchronsprecher
- Jäger von Gärtringen, Melchior (1544–1611), deutscher Jurist und Politiker
- Jäger von Jaxtthal, Eduard (1818–1884), österreichischer Ophthalmologe
- Jäger von Jaxtthal, Friedrich (1784–1871), österreichischer Ophthalmologe

##### Jager, A – Jager, W

###### Jager, A
- Jäger, Abraham († 1714), deutscher Kunsttischler und Bürgermeister von Finsterwalde
- Jäger, Adam, Bergvogt im Fürstentum Pfalz-Zweibrücken
- Jäger, Adelheid (* 1952), deutsche Juristin, Richterin am Bundesfinanzhof a. D.
- Jäger, Adolf (1867–1935), österreichischer Architekt
- Jäger, Adolf (1889–1944), deutscher Fußballspieler
- Jäger, Adolf (1895–1983), deutscher Bildhauer und Münzgestalter
- Jäger, Adolf (1906–1996), deutscher Politiker (NSDAP), MdR
- Jäger, Adolf Otto (1920–2002), deutscher Psychologe
- Jäger, Agnes (* 1975), deutsche Germanistin und Hochschullehrerin
- Jäger, Albert (1801–1891), österreichischer Historiker, Ordensgeistlicher und Politiker, Landtagsabgeordneter
- Jäger, Albert von (1814–1884), Regierungsrat und königlicher Regierungsdirektor
- Jäger, Alderich von (1746–1819), Tiroler Geistlicher, Theologe und Hochschullehrer
- Jäger, Alfred († 1960), deutscher Ruderer
- Jäger, Alfred (1904–1988), deutscher Mediziner
- Jäger, Alfred (1941–2015), Schweizer Theologe
- Jäger, Andrea (* 1956), deutsche Germanistin
- Jäger, Andreas (1704–1773), deutscher Orgelbauer
- Jäger, Andreas (* 1902), deutscher Landrat
- Jäger, Andreas (* 1965), österreichischer Meteorologe und Fernsehmoderator
- Jäger, Anna (1862–1937), österreichische Opernsängerin (Sopran)
- Jäger, Annabel (* 1994), deutsche FußballspielerinAnnabel Jäger (* 1994)

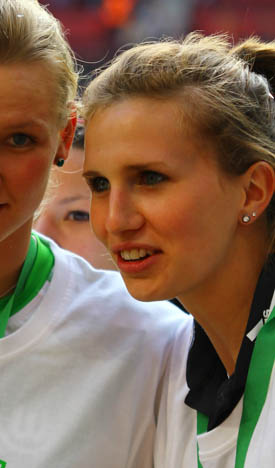
Annabel Jäger (* 1994)

- Jäger, Annabella (* 1998), deutsche Badmintonspielerin
- Jäger, Annette (1937–2023), deutsche Politikerin (SPD), Oberbürgermeisterin von Essen
- Jäger, Anton (1779–1865), österreichischer Baumeister
- Jäger, Armin (* 1941), deutscher Politiker (CDU), MdL, Innenminister von Mecklenburg-Vorpommern
- Jäger, Armin (* 1962), deutscher Fußballtorhüter
- Jäger, August (1808–1848), deutscher Schriftsteller
- Jäger, August (1887–1949), deutscher Jurist und NS-Funktionär

###### Jager, B
- Jäger, Barbara (* 1946), bildende Künstlerin
- Jäger, Benno († 2007), deutscher Basketballfunktionär und -schiedsrichter
- Jäger, Bernd (* 1951), deutscher Geräteturner
- Jäger, Bernhard (* 1935), deutscher Maler, Grafiker, Designer und Bildhauer
- Jäger, Bert (1919–1998), deutscher Kunstmaler, Gebrauchsgrafiker, Fotograf und Schriftsteller
- Jäger, Berthold (* 1948), deutscher Historiker und Bibliothekar
- Jäger, Bertram (* 1929), österreichischer Politiker und Landtagspräsident von Vorarlberg

###### Jager, C
- Jäger, Carl (1811–1863), Fremdenlegionär, Schriftsteller und langjähriger Korrespondent von Hermann von Pückler-Muskau
- Jäger, Carl (1868–1961), deutscher Architekt und Hochschullehrer
- Jäger, Carl Christoph Friedrich von (1773–1828), deutscher Mediziner und Königlich Württembergischer Leibarzt in Stuttgart
- Jäger, Christian (1964–2022), deutscher Radrennfahrer
- Jäger, Christian (* 1965), deutscher Rechtswissenschaftler und Hochschullehrer
- Jäger, Christian Friedrich von (1739–1808), deutscher Mediziner
- Jäger, Christoph (* 1965), deutscher Philosoph
- Jäger, Christopher (* 1985), österreichischer Fußballschiedsrichter
- Jäger, Claus (1931–2013), deutscher Politiker (CDU), MdB
- Jäger, Claus (* 1943), deutscher Politiker (FDP), MdBB, Bremer Senator
- Jäger, Cornelie (* 1967), deutsche Tierärztin und Autorin
- Jager, Cornelis de (1921–2021), niederländischer Astronom

###### Jager, D
- Jäger, Dietmar (1962–2011), österreichischer Schauspieler
- Jäger, Dietrich (1928–2010), deutscher Anglist
- Jäger, Dirk (* 1964), deutscher Onkologe und Hochschullehrer

###### Jager, E
- Jäger, Edmund (1864–1935), österreichischer Politiker (Alldeutsche Vereinigung) und Mediziner
- Jäger, Edmund (* 1967), österreichischer Schauspieler, Kabarettist und Produzent
- Jäger, Eduard (1894–1970), deutscher Politiker (CDU), MdL
- Jäger, Elisabeth (1912–2012), deutsche Chronistin und Heimatforscherin
- Jäger, Elisabeth (1924–2019), österreichisch-deutsche Journalistin
- Jäger, Elke, deutsche Freiwasserschwimmerin und Behindertensportlerin, Teilnehmerin an Special Olympics World Games
- Jäger, Elsa (* 1869), deutsche Theaterschauspielerin
- Jäger, Emilie (1926–2011), österreichisch-schweizerische Geologin
- Jäger, Ernst (1847–1929), österreichischer Rechtsanwalt und ausübender Landeshauptmann in Österreich ob der Enns
- Jäger, Ernst (1896–1975), deutsch-amerikanischer Journalist, Spezialgebiet Filmkritik
- Jäger, Ernst (1913–1975), tschechoslowakisch-deutscher Jazz- und Unterhaltungsmusiker (Orchesterleiter, Komponist)
- Jäger, Ernst Gustav (1880–1954), deutscher Bildhauer und Maler
- Jäger, Eugen (1842–1926), deutscher Verleger, Publizist und Politiker, MdR
- Jäger, Eva Maria (* 1967), deutsche Psychotherapeutin und Professorin für Soziale Arbeit
- Jager, Evan (* 1989), US-amerikanischer Hindernis- und Langstreckenläufer

###### Jager, F
- Jäger, Ferdinand (1839–1902), deutscher Opernsänger (Tenor) und Gesangspädagoge
- Jäger, Ferdinand (1871–1954), deutscher Sänger (Bariton)
- Jäger, Ferdinand von (1839–1916), fränkischer Jurist
- Jäger, Filipp (1815–1879), österreichischer Landwirt und Politiker, Landtagsabgeordneter
- Jäger, Florian (* 1971), deutscher Politiker (Werteunion, AfD), MdB
- Jager, Francis (1869–1941), slowenisch-US-amerikanischer Geistlicher, Apidologe, Agronom, Hochschullehrer, Imker und Gärtner
- Jäger, Franz (1744–1809), Architekt, bürgerlicher und Hofsteinmetzmeister
- Jäger, Franz (1781–1839), Architekt, bürgerlicher und Hofsteinmetzmeister, Kunstsammler
- Jäger, Franz (1875–1905), deutscher Oblate der Makellosen Jungfrau Maria, Missionar und Märtyrer
- Jäger, Franz (* 1961), deutscher Kunsthistoriker
- Jäger, Friedrich (1873–1955), deutscher Politiker (NSDAP)
- Jäger, Fritz (1886–1957), deutscher Sinologe und Hochschullehrer

###### Jager, G
- Jäger, Georg (1826–1904), württembergischer Hauptmann und Dichter
- Jäger, Georg (* 1940), deutscher Germanist und Professor emeritus
- Jäger, Georg (* 1943), Schweizer Kulturhistoriker
- Jäger, Georg Conrad (1817–1900), Politiker der Freien Stadt Frankfurt
- Jäger, Georg David (1712–1779), deutscher Syndikus
- Jäger, Georg Friedrich von (1785–1866), deutscher Arzt und Paläontologe
- Jäger, Georg von (1778–1863), Gymnasialdirektor, Ritter des Zivilverdienstordens der Bayerischen Krone
- Jäger, Gerd (* 1961), deutscher ArchitektGerd Jäger (* 1961)

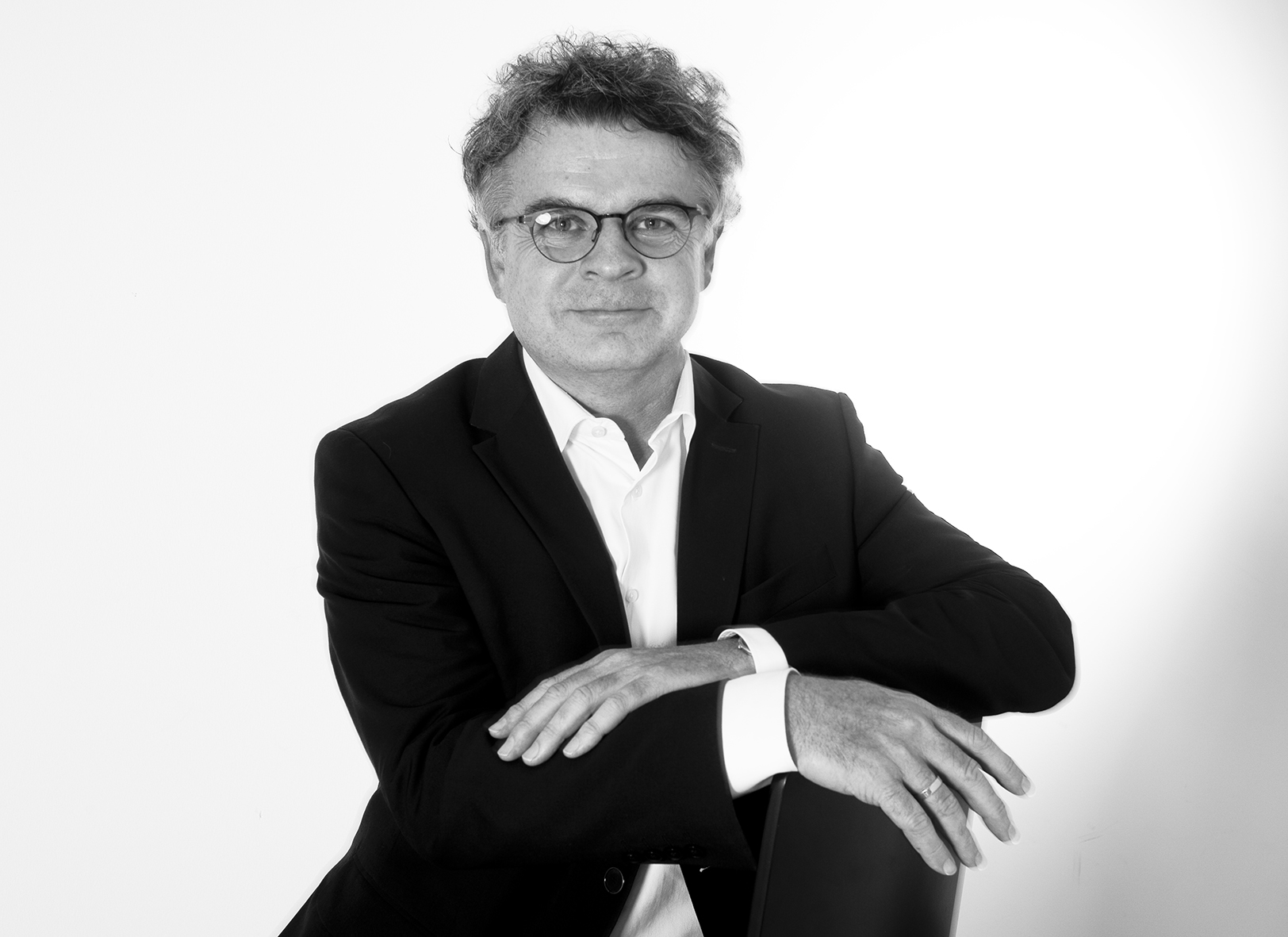
Gerd Jäger (* 1961)

- Jäger, Gerhard (* 1958), österreichischer Skirennläufer
- Jäger, Gerhard (* 1961), deutscher Wirtschaftswissenschaftler
- Jäger, Gerhard (1966–2018), österreichischer Journalist und Schriftsteller
- Jäger, Gerhard (* 1967), deutscher Linguist
- Jäger, Gerhard (* 1990), deutscher American-Football-Spieler
- Jäger, Gert (* 1935), deutscher Übersetzungswissenschaftler
- Jäger, Gesa (* 1981), deutsche Filmeditorin
- Jäger, Gisela, deutsche Ruderin (DDR)
- Jäger, Gottfried (* 1937), deutscher Fotograf und Fototheoretiker
- Jäger, Gottlieb (1805–1891), Schweizer Politiker und Jurist
- Jäger, Gottlieb Friedrich (1783–1843), deutscher evangelischer Geistlicher, Theologe und Hochschullehrer
- Jäger, Guido (* 1961), deutscher Kontrabassist und Komponist
- Jäger, Günter (* 1935), deutscher Fußballspieler
- Jäger, Gustav (1808–1871), deutscher Maler
- Jäger, Gustav (1832–1917), deutscher Zoologe und MedizinerGustav Jäger (1832–1917)

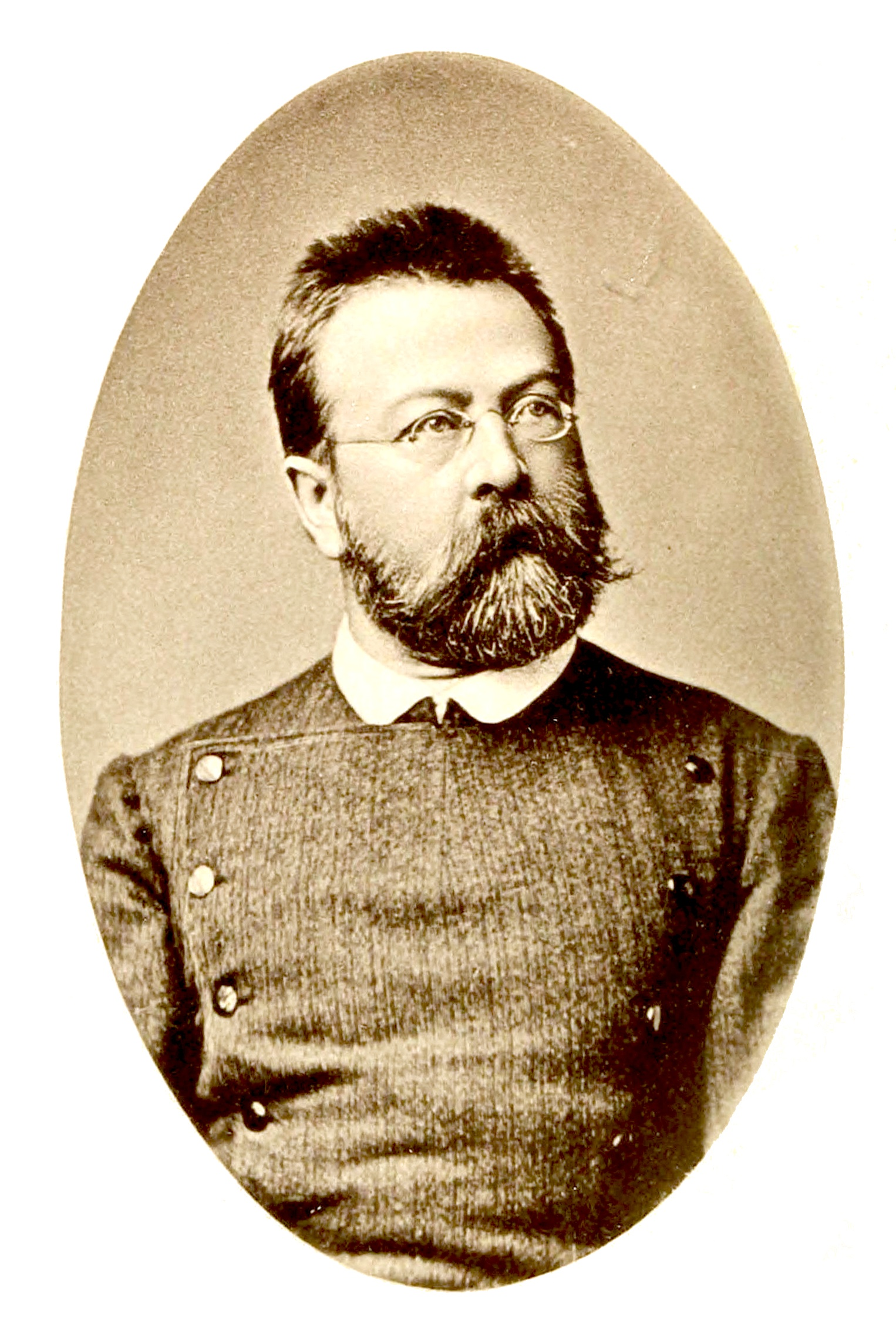
Gustav Jäger (1832–1917)

- Jäger, Gustav (1865–1938), österreichischer Physiker
- Jäger, Gustav (1925–2010), deutscher Schriftgestalter

###### Jager, H
- Jäger, Hanna (1927–2014), deutsche Malerin, Licht- und Installationskünstlerin
- Jäger, Hanns Ernst (1910–1973), österreichischer Schauspieler
- Jäger, Hans (1887–1955), deutscher Grafiker
- Jäger, Hans (1937–2012), österreichischer Kunstsammler, Kulturpublizist und Museumsgründer
- Jäger, Hans (1937–2019), deutscher Fußballtorhüter
- Jäger, Hans-Dieter (* 1936), deutscher Diplomat
- Jäger, Hans-Wolf (* 1936), deutscher Germanist und Hochschullehrer
- Jäger, Harald (* 1943), deutscher Stasi-Oberstleutnant, stellvertretender Leiter der Grenzübergangsstelle Bornholmer StraßeHarald Jäger (* 1943)

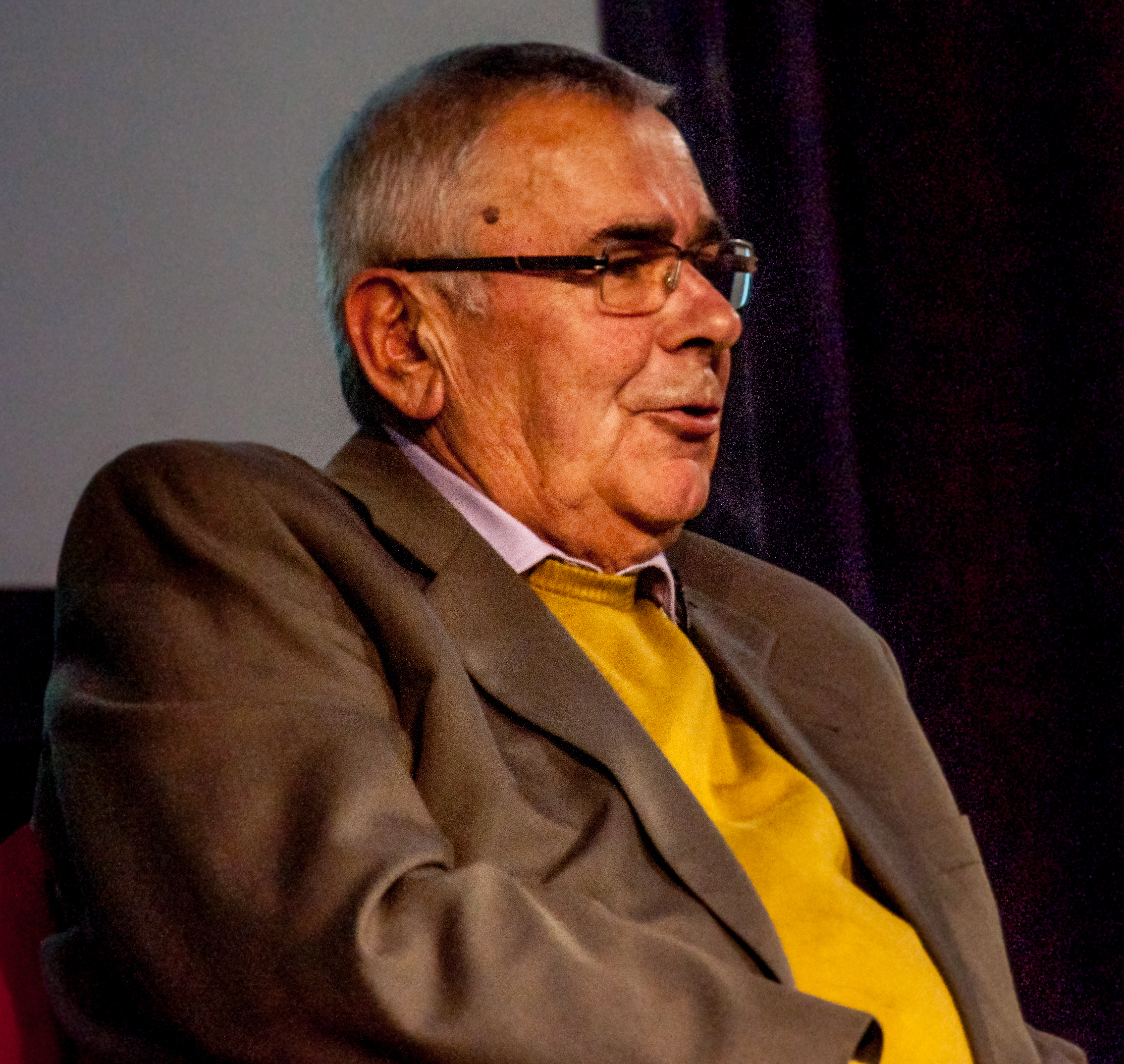
Harald Jäger (* 1943)

- Jäger, Heidi (* 1943), deutsche Comiczeichnerin, Animatorin und Koloristin
- Jäger, Hellmuth (1904–1971), deutscher Politiker
- Jäger, Helmut (1923–2017), deutscher Humangeograph
- Jäger, Herbert (1902–1958), deutscher Pianist
- Jäger, Herbert (1926–2004), deutscher Fußballspieler
- Jäger, Herbert (1928–2014), deutscher Rechtswissenschaftler und Kriminologe
- Jager, Herbert de (1634–1694), Orientalist, Naturforscher, VOC-Kaufmann
- Jäger, Hermann (1815–1890), deutscher Gärtner und Gartenschriftsteller
- Jäger, Hermann Friedrich (1814–1861), deutscher Mediziner und Stadtarzt in Stuttgart
- Jäger, Horst (1926–1981), deutscher Politiker (SPD), MdL
- Jäger, Horst (1928–2009), deutscher Schriftsteller
- Jäger, Horst (* 1940), deutscher Politiker (SED), Oberbürgermeister von Gera
- Jäger, Hubert (* 1959), deutscher Diplomat
- Jäger, Hugo (* 1848), deutscher Cellist

###### Jager, I
- Jäger, Inge (* 1949), österreichische Politikerin (SPÖ), Abgeordneter zum Nationalrat

###### Jager, J
- Jäger, Jacob (1705–1750), österreichischer Steinmetzmeister
- Jager, Jan Kees de (* 1969), niederländischer Unternehmer und Politiker
- Jäger, Jens (* 1977), Schweizer Politiker (FDP), Kantonsrat (St. Gallen)
- Jäger, Johann (1667–1706), Anführer des bayerischen Volksaufstandes 1705
- Jäger, Johann (1794–1866), deutscher Gutsbesitzer und Politiker, MdL
- Jäger, Johann Christian, deutscher Färbermeister und Politiker, MdL
- Jäger, Johann Christoph (1740–1816), deutscher Chirurg
- Jäger, Johann Hermann (1845–1920), deutscher Fotograf und Buchbinder
- Jäger, Johann Martin, altösterreichischer Orgelbauer
- Jäger, Johann Matthäus (1803–1879), Bürgermeister und Mitglied der kurhessischen Ständeversammlung
- Jäger, Johann Peter (1708–1790), deutscher Stuckateur, Bildhauer und Architekt des Rokoko
- Jäger, Johann Wolfgang (1647–1720), deutscher Theologe und Kanzler der Universität Tübingen
- Jäger, Johannes (1932–2012), deutscher Politikwissenschaftler
- Jager, John-Laffnie De (* 1973), südafrikanischer Tennisspieler
- Jäger, Jonathan (* 1978), französischer Fußballspieler
- Jäger, Jörg (* 1965), deutscher Politiker (CDU), MdBB
- Jäger, Josef (1721–1793), österreichischer Baumeister
- Jäger, Josef (1807–1860), österreichischer Landwirt und Politiker, Landtagsabgeordneter
- Jäger, Josef (1852–1927), Schweizer Politiker, Lehrer und Journalist
- Jäger, Josef (1916–1992), Schweizer Journalist und Redaktor
- Jäger, Joseph Joachim (1756–1804), bayerischer Kaufmann und Kommunalpolitiker
- Jager, Jost de (* 1965), deutscher Politiker (CDU), MdL, Landesminister in Schleswig-Holstein
- Jäger, Julia (* 1970), deutsche SchauspielerinJulia Jäger (* 1970)

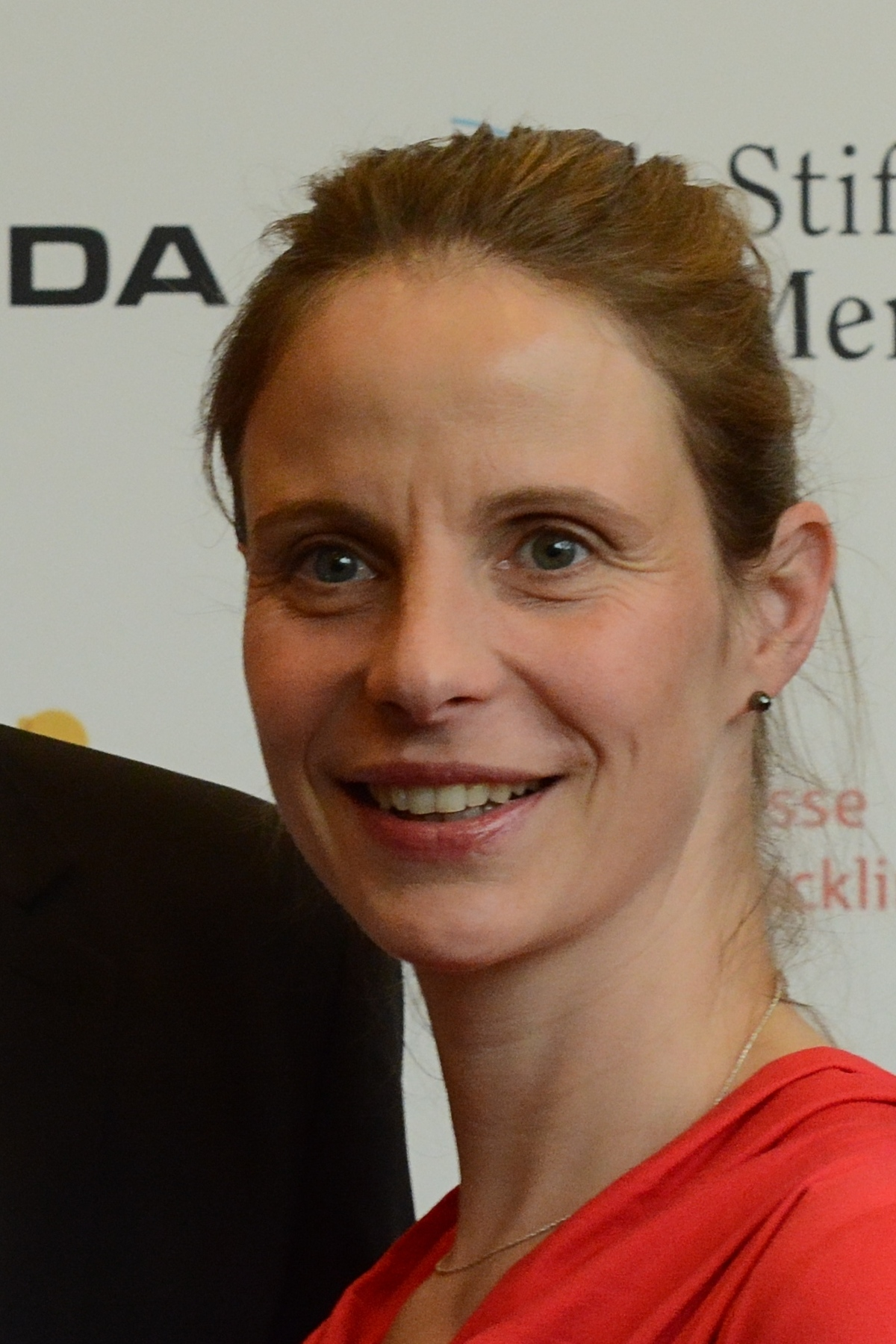
Julia Jäger (* 1970)

- Jäger, Julien (* 2001), deutscher Bahnradsportler
- Jäger, Julius (1848–1924), deutscher Gymnasiallehrer und Heimatforscher
- Jäger, Jürgen (* 1935), deutscher Gartenbauingenieur und Gartendirektor in Weimar
- Jäger, Jürgen (* 1946), deutscher Fußballspieler

###### Jager, K
- Jäger, Karin (* 1961), deutsche Skilangläuferin
- Jäger, Karl, deutscher Fußballspieler
- Jäger, Karl (1784–1859), österreichischer Bürgerlicher und Hofsteinmetzmeister
- Jäger, Karl (1833–1887), deutscher Radierer, Maler und Lehrer an der Kunstgewerbeschule Nürnberg
- Jäger, Karl (1888–1959), deutscher SS-FührerKarl Jäger (1888–1959)

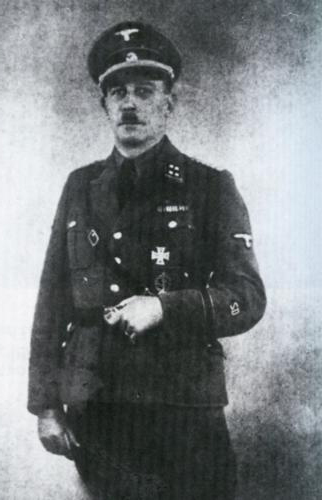
Karl Jäger (1888–1959)

- Jäger, Karl (1916–1989), deutscher Politiker (SPD), MdA
- Jäger, Karl Bernhard (1825–1900), deutscher Jurist und Politiker (NLP), MdR
- Jäger, Karl Wilhelm von (1686–1744), preußischer Oberstleutnant
- Jäger, Kay (* 1992), deutscher Politiker (Die Linke), MdHB
- Jäger, Ken (* 1998), Schweizer Eishockeyspieler
- Jäger, Kevin (* 1995), deutscher Kraftdreikämpfer
- Jäger, Klaus (* 1950), deutscher Ruderer
- Jäger, Klaus-Dieter (1936–2019), deutscher Geologe und Prähistoriker
- Jäger, Kurt (* 1961), liechtensteinisch-schweizerischer Diplomat

###### Jager, L
- Jäger, Lara-Sophie (* 2004), deutsche Radsportlerin
- Jäger, Lorenz (* 1951), deutscher Journalist
- Jäger, Louis (1930–2018), liechtensteinischer Grafiker und Künstler
- Jäger, Ludwig (* 1943), deutscher Sprach-, Medien- und Kulturwissenschaftler
- Jäger, Lukas (1811–1874), deutscher Parlamentarier, Arzt, Verleger und Publizist
- Jäger, Lukas (* 1994), österreichischer Fußballspieler
- Jager, Luke (* 2000), US-amerikanischer Skilangläufer

###### Jager, M
- Jager, Maja (* 1991), dänische Bogenschützin
- Jäger, Manfred (* 1950), deutscher Motorradsportler
- Jäger, Manfred (* 1965), deutscher Politiker (CDU), MdHB
- Jager, Marcelle de (* 1996), südafrikanischer Leichtathlet
- Jäger, Marco (* 1981), deutscher Bahnradsportler
- Jäger, Maren (* 1977), Germanistin
- Jäger, Margarete (* 1951), deutsche Sprachwissenschaftlerin
- Jäger, Marianne (* 1949), deutsche Politikerin (Bündnis 90/Die Grünen), MdL
- Jäger, Markus (* 1966), deutscher Richter am Bundesgerichtshof
- Jäger, Markus (* 1976), österreichischer Autor, Liedermacher, Buchcoach und Bibliothekar
- Jäger, Martha (1867–1950), deutsche Malerin und Grafikerin
- Jäger, Martin (* 1964), deutscher DiplomatMartin Jäger (* 1964)

Martin Jäger (* 1964)

- Jäger, Martin (* 1987), Schweizer Skilangläufer
- Jäger, Max (1882–1959), deutscher Politiker (SPD), MdHB
- Jäger, Max (1886–1955), deutscher Verwaltungsbeamter und Politiker (CDU), MdL
- Jäger, Maximilian (* 2000), deutscher Behindertensportler
- Jäger, Michael (1513–1566), promovierter und habilitierter Bürgermeister von Freiberg
- Jäger, Michael (1795–1838), deutscher Chirurg und Hochschullehrer
- Jäger, Michael (1876–1962), fränkischer Landwirt, Bürgermeister und Abgeordneter
- Jäger, Michael (* 1946), deutscher Autor und Redakteur
- Jäger, Michael (* 1956), deutscher Maler
- Jäger, Michael (* 1958), österreichischer Redakteur, Amateurastronom und Kometenentdecker
- Jäger, Michael (* 1966), deutscher Schauspieler
- Jäger, Michael (* 1983), österreichischer Politiker (ÖVP)
- Jäger, Mirjam (* 1982), Schweizer Freestyle-Skifahrerin
- Jäger, Monica Ursina (* 1974), Schweizer Künstlerin

###### Jager, N
- Jäger, Nicole (* 1982), deutsche Kabarettistin, Komikerin und Buch-AutorinNicole Jäger (* 1982)

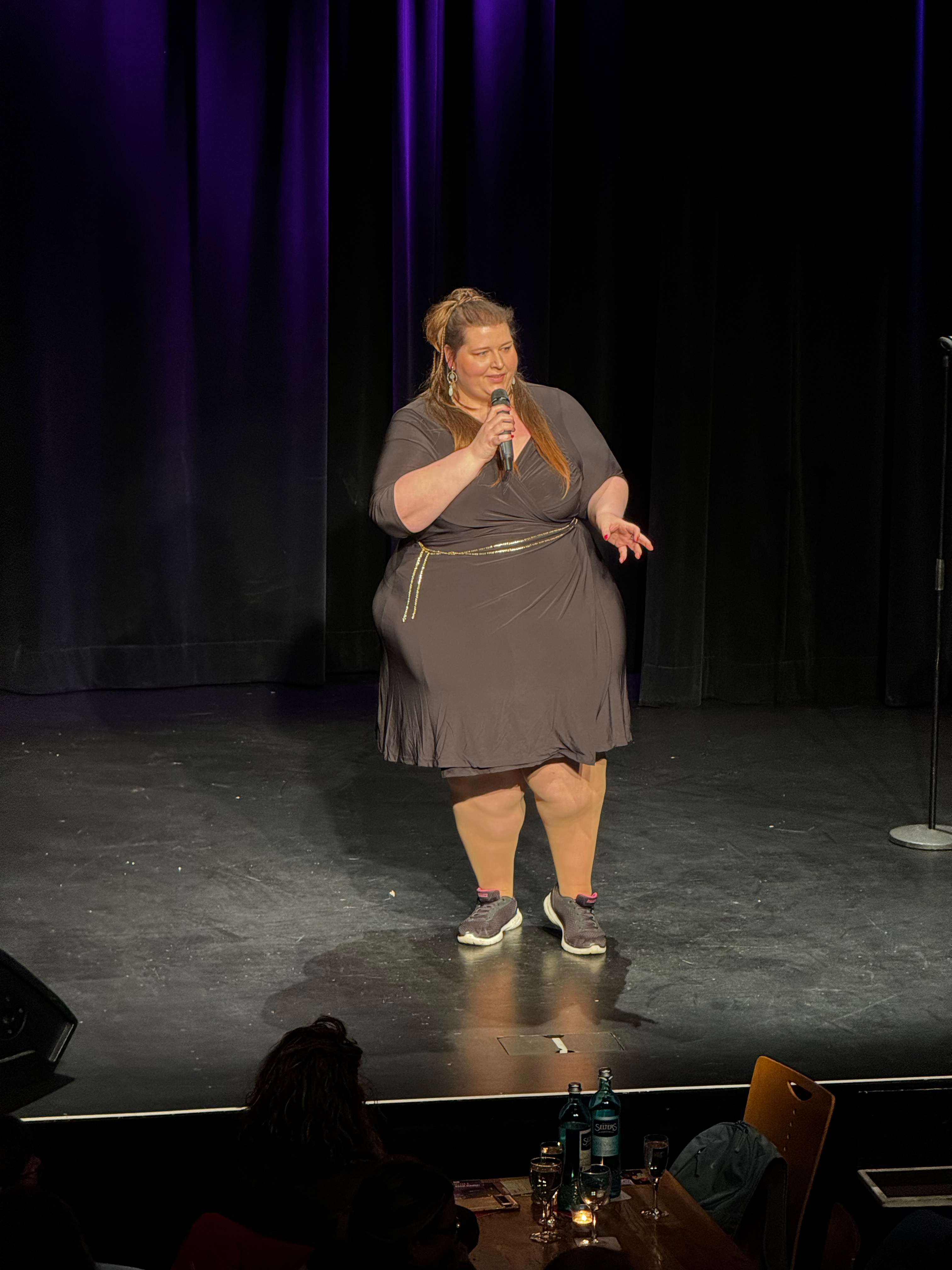
Nicole Jäger (* 1982)

###### Jager, O
- Jäger, Oskar (1830–1910), Pädagoge
- Jäger, Otto († 1385), Zisterzienserabt
- Jäger, Otto (1827–1892), deutscher Fabrikant und Mitglied des Rheinischen Provinziallandtages
- Jäger, Otto (1828–1912), deutscher Turnlehrer und Philosoph
- Jäger, Otto A. (1900–1993), deutscher Arzt, humanitärer Aktivist und Maler

###### Jager, P
- Jager, Paolo (* 2003), österreichischer Fußballspieler
- Jäger, Paul († 1561), Weihbischof in Bamberg
- Jäger, Paul (1875–1940), deutscher Verwaltungsjurist und Landrat in Kempten (Allgäu)
- Jäger, Paul (* 1883), deutscher Germanist und Anglist
- Jäger, Paul Lothar (1899–1981), deutscher Amerikanist
- Jäger, Peer (* 1943), deutscher SchauspielerPeer Jäger (* 1943)

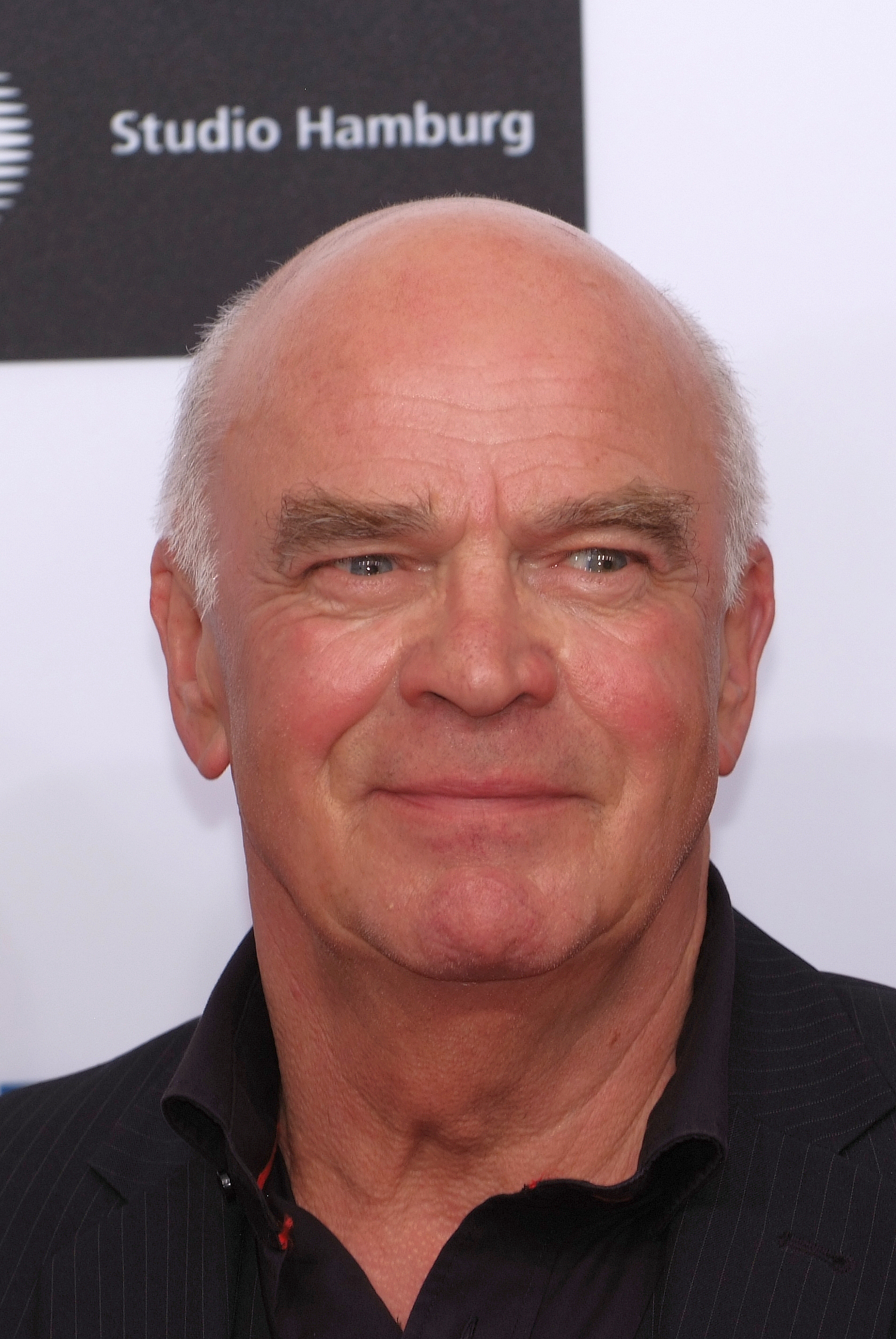
Peer Jäger (* 1943)

- Jager, Penney de (* 1948), niederländische Choreografin, Sängerin und Tänzerin
- Jäger, Peter (1807–1882), Bürgermeister und Mitglied des nassauischen Landtags
- Jäger, Peter (* 1940), deutscher Autor
- Jäger, Peter (* 1968), deutscher Arachnologe

###### Jager, R
- Jäger, Raimund (* 1888), deutscher Bildhauer
- Jäger, Ralf (* 1961), deutscher Politiker (SPD), MdLRalf Jäger (* 1961)

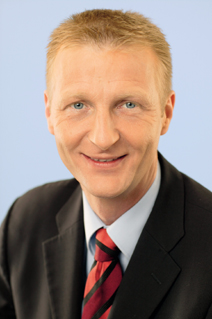
Ralf Jäger (* 1961)

- Jäger, Reinhold S. (* 1946), deutscher Psychologe
- Jäger, Renate (* 1941), deutsche Politikerin (SPD), MdV, MdB
- Jäger, Robert (1890–1915), österreichischer Geologe und Paläontologe
- Jager, Robert (* 1939), US-amerikanischer Komponist, Musikpädagoge und Dirigent
- Jäger, Roland (* 1935), deutscher Historiker und Bibliothekar
- Jäger, Roland (* 1962), deutscher Unternehmensberater, Autor
- Jäger, Rolf (* 1949), deutscher Tischtennisspieler
- Jäger, Roman (* 1909), deutscher Jurist und Politiker (NSDAP), MdR
- Jäger, Rudolf (1875–1948), deutscher Opernsänger (Tenor) und Gesangspädagoge
- Jäger, Rudolf (1903–1978), deutscher Architekt
- Jäger, Rudolf (1907–1974), deutscher Gewerkschafter und Politiker (KPD, SED), MdV
- Jäger, Rupert (1809–1851), deutscher Lehrer und Philologe

###### Jager, S
- Jäger, Sarah (* 1979), deutsche Schriftstellerin, Theaterpädagogin und Buchhändlerin
- Jäger, Sebastian (* 1981), deutscher Fernsehschauspieler und Unternehmer
- Jager, Shaun de (* 1991), südafrikanischer Sprinter
- Jäger, Siegfried (1937–2020), deutscher Sozial- und Sprachwissenschaftler
- Jäger, Siegrun (1941–2022), deutsche Filmeditorin
- Jäger, Silke (* 1968), deutsche Volleyballspielerin
- Jäger, Simon (* 1972), deutscher Synchronsprecher und Hörbuchinterpret
- Jäger, Stefan (1877–1962), rumänischer Maler des donauschwäbischen Lebens
- Jäger, Stefan (* 1970), Schweizer Regisseur und Drehbuchautor
- Jäger, Steffen (* 1979), deutscher Verwaltungsbeamter, Präsident und Hauptgeschäftsführer des Gemeindetags Baden-Württemberg

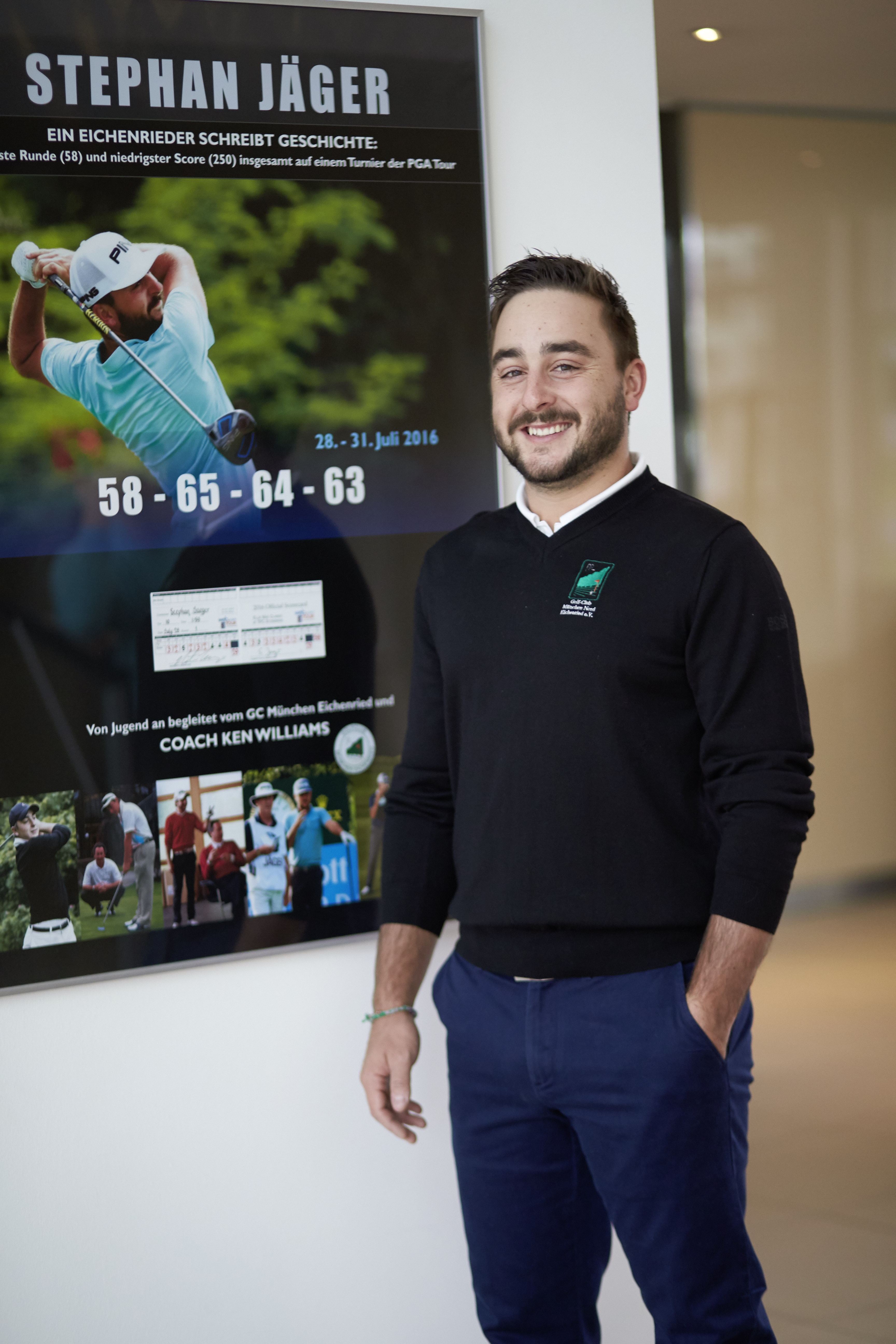
Stephan Jäger (* 1989)

- Jäger, Stephan (* 1989), deutscher GolferStephan Jäger (* 1989)

###### Jager, T
- Jäger, Thomas (* 1960), deutscher Politikwissenschaftler
- Jäger, Thomas (* 1976), deutscher Automobilrennfahrer
- Jäger, Thomas (* 1994), österreichischer Automobilrennfahrer
- Jäger, Tilman (* 1961), deutscher Jazzpianist und Hochschullehrer
- Jager, Tom (* 1964), US-amerikanischer Schwimmer

###### Jager, V
- Jäger, Viktor August (1794–1864), württembergischer Pfarrer
- Jäger, Viola (* 1970), deutsche Filmproduzentin
- Jäger, Vital (1858–1943), österreichischer Benediktiner und Geologe
- Jäger, Volker (1942–2021), deutscher Chemiker

###### Jager, W
- Jäger, Walter (1913–1976), deutscher Schachspieler
- Jäger, Wenzel Franz (1861–1928), deutsch-böhmischer Landschaftsmaler, Zeichner und Illustrator
- Jäger, Werner (1913–2002), österreichischer Raumplaner
- Jäger, Werner (* 1959), österreichischer Eisschnellläufer
- Jäger, Wieland (* 1944), deutscher Soziologe
- Jäger, Wilko (1939–2023), deutscher Lehrer und Schulleiter sowie Heimatkundler, Autor und Fotograf
- Jäger, Willi (* 1940), deutscher Mathematiker
- Jäger, Willigis (1925–2020), deutscher Benediktinermönch, Zenmeister und AutorWilligis Jäger (1925–2020)

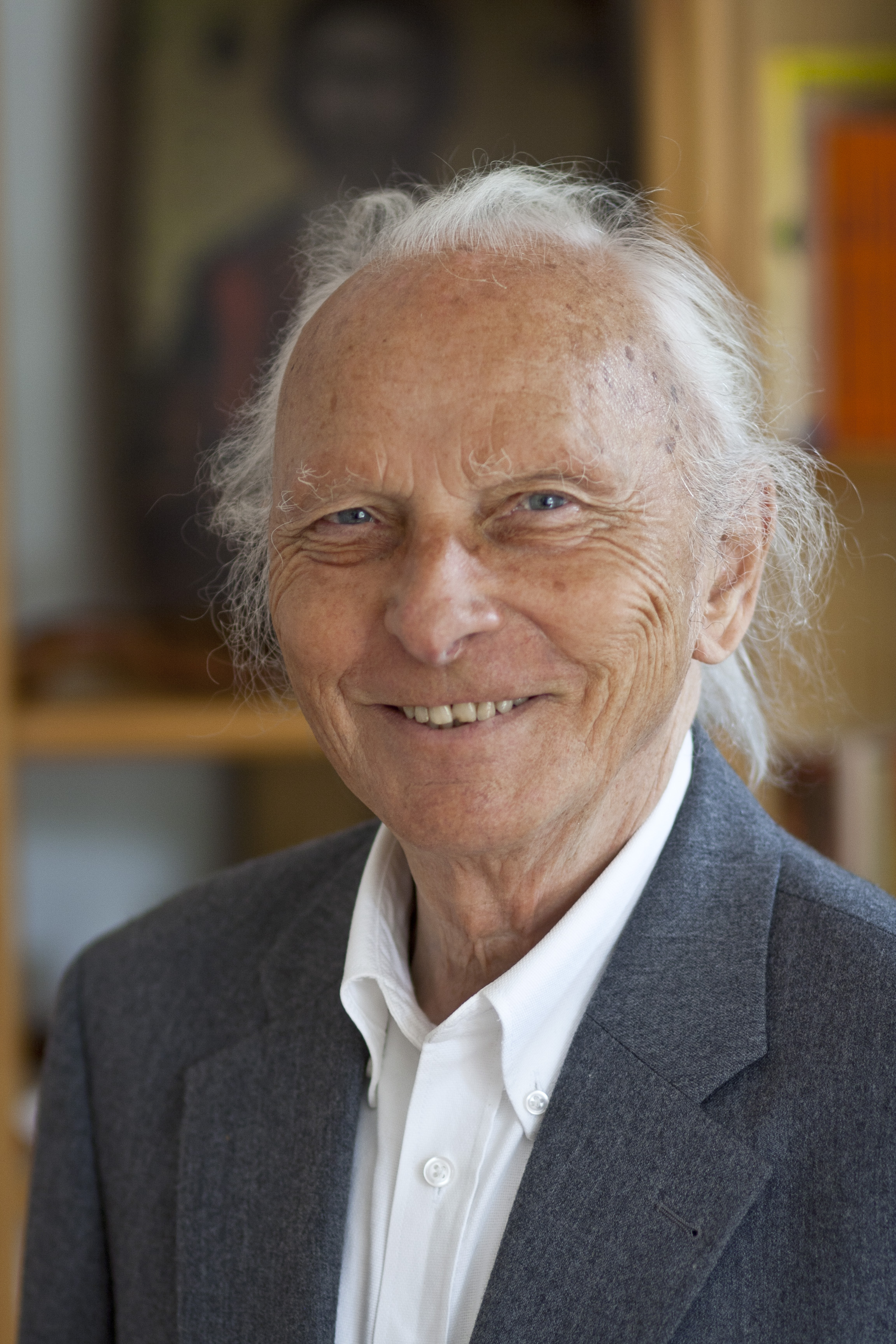
Willigis Jäger (1925–2020)

- Jager, Wim de (1942–2020), niederländischer Radrennfahrer
- Jäger, Wolfgang (1734–1795), deutscher klassischer Philologe, Historiker und Hochschullehrer
- Jäger, Wolfgang (1920–2012), deutscher Journalist und Hochschullehrer
- Jäger, Wolfgang (* 1940), deutscher Politikwissenschaftler und Hochschullehrer
- Jäger, Wolfgang (1953–2007), deutscher Rockmusiker
- Jäger, Wolfram (* 1949), deutscher Kommunalpolitiker (CDU)
- Jäger, Wolfram (* 1951), deutscher Bauingenieur

##### Jager-

###### Jager-D
- Jäger-Dabek, Brigitte (* 1952), deutsche Schriftstellerin

###### Jager-S
- Jäger-Sunstenau, Hanns (1911–2008), österreichischer Genealoge

###### Jager-W
- Jäger-Waldau, Melanie (* 1970), deutsche Kirchenmusikerin, Chorleiterin und Organistin

##### Jagerc
- Jagerčíková, Marianna (* 1985), slowakische Skibergsteigerin

##### Jagerf
- Jägerfeld, Jenny (* 1974), schwedische Schriftstellerin

##### Jagerh
- Jagerhofer, Hannes (* 1962), österreichischer Event- und PR-ManagerHannes Jagerhofer (* 1962)

Hannes Jagerhofer (* 1962)

##### Jagerm
- Jägermann, Bernhard (1896–1967), deutscher Politiker (CDU), MdL
- Jägermayer, Gustav (1834–1901), österreichischer Fotograf
- Jägermeyr, Jonas (* 1983), deutscher Schauspieler

##### Jagers
- Jägers, Wolfgang (* 1957), deutscher Politiker (SPD), MdBB
- Jägersberg, Christoph Adam Jäger von (1684–1759), deutscher Hofmeister und Kirchenliederdichter
- Jägersberg, Otto (* 1942), deutscher Schriftsteller und Filmemacher
- Jägersberg, Teo (* 1969), deutscher Journalist, Reporter und Moderator
- Jagersberger, Elfride (1919–2017), österreichische franziskanische Missionsschwester
- Jagersberger, Joe (1884–1952), österreichisch-amerikanischer Rennfahrer
- Jägerschmid, Karl Friedrich Viktor (1774–1863), badischer Oberforstrat
- Jägerschmidt, Gustav (1814–1889), badischer Beamter und Jurist
- Jägerskiöld, Märta (1905–1992), schwedische Malerin
- Jägerskiöld, Stig (1911–1997), schwedischer Jurist, Hochschullehrer, Diplomat und Historiker
- Jagerspacher, Carl (1844–1921), österreichischer Hoffotograf, Maler, Erfinder und Unternehmer
- Jägerstätter, Franz (1907–1943), österreichischer Kriegsdienstverweigerer im Zweiten Weltkrieg

#### Jaget
- Jageteufel, Otto († 1412), Bürgermeister von Stettin, Stifter

### Jagg
- Jagg, Augustin (* 1960), österreichischer Theaterregisseur
- Jaggard, William († 1623), englischer Drucker und Herausgeber in der Zeit Shakespeares
- Jaggard-Lai, Michelle (* 1969), australische Tennisspielerin
- Jaggberg, Kurt (1922–1999), österreichischer Schauspieler
- Jagge, Finn Christian (1966–2020), norwegischer Skirennläufer
- Jagge-Christiansen, Liv (* 1943), norwegischer Skirennläuferin
- Jagger, Amy (1908–1993), britische Turnerin
- Jagger, Bernadette (* 1958), namibische Politikerin und Lehrerin
- Jagger, Bianca (* 1945), nicaraguanisches Topmodel und Menschenrechtsaktivistin
- Jagger, Charles Sargeant (1885–1934), britischer Bildhauer
- Jagger, Dean (1903–1991), US-amerikanischer Schauspieler
- Jagger, Dean S. (* 1978), britischer Schauspieler
- Jagger, Elizabeth (* 1984), britisches Fotomodell
- Jagger, Georgia May (* 1992), britisch-US-amerikanisches Model und Designerin
- Jagger, Jade (* 1971), französische Modedesignerin und Model
- Jagger, Jeremiah († 2005), namibischer traditioneller Führer
- Jagger, John (1872–1942), britischer Gewerkschafter und Politiker (Labour Party)
- Jagger, Joseph (1830–1892), englischer Ingenieur
- Jagger, Mick (* 1943), britischer Musiker, Sänger der Rolling StonesMick Jagger (* 1943)

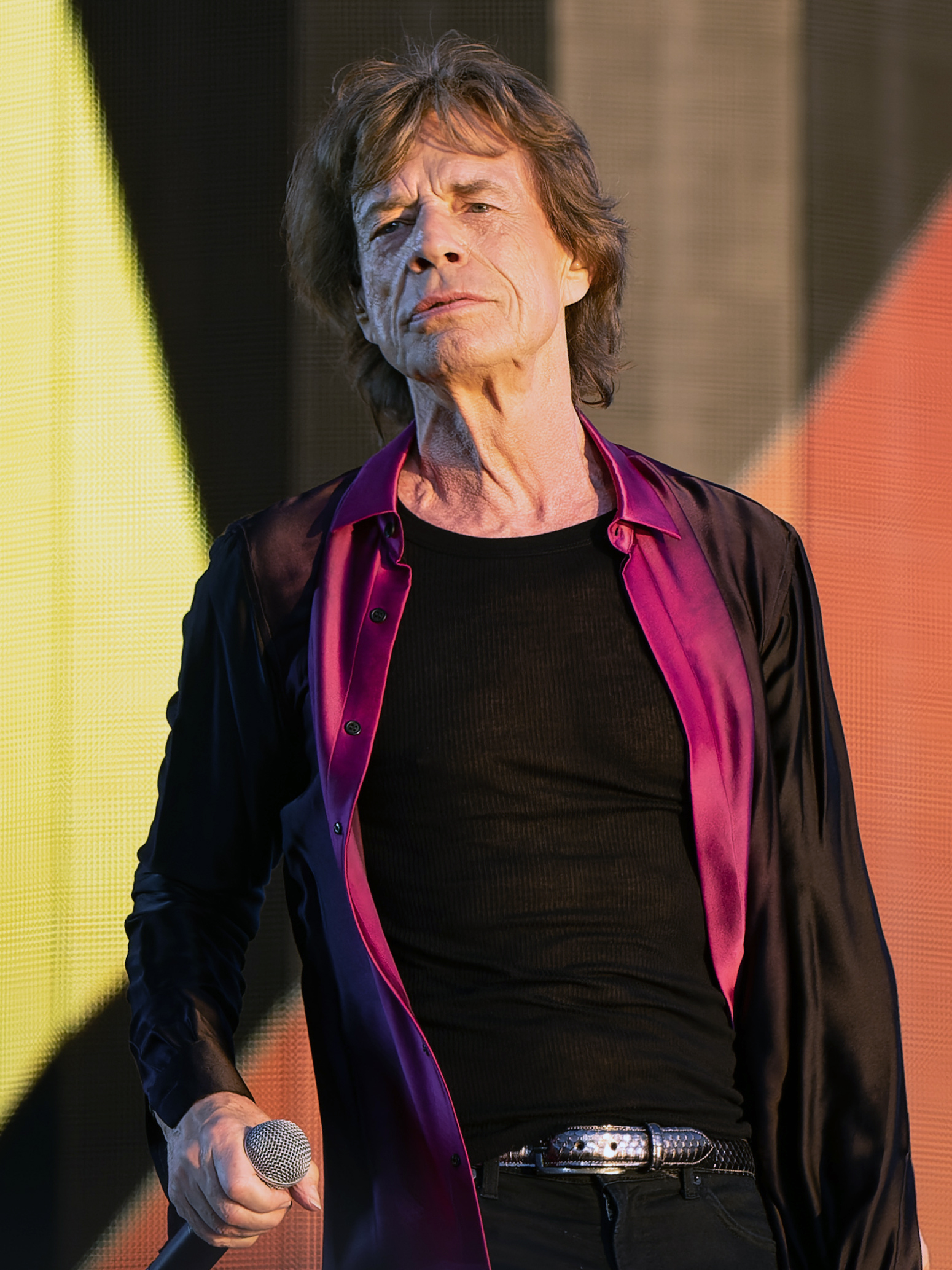
Mick Jagger (* 1943)

- Jäggi, Beat (1915–1989), Schweizer Mundartdichter
- Jäggi, Bernhard (1869–1944), Schweizer Politiker
- Jäggi, Carola (* 1963), Schweizer Kunsthistorikerin
- Jäggi, Christian J. (* 1952), Schweizer Ethnologe, Religionswissenschaftler und Sachbuchautor
- Jaggi, Ernst (1917–2004), Schweizer Agrarwissenschaftler
- Jäggi, Jakob (1829–1894), Schweizer Botaniker
- Jäggi, Jürg (1947–2011), Schweizer Eishockeytorwart
- Jaggi, Karin (* 1971), Schweizer Windsurferin und mehrfache Weltmeisterin
- Jaggi, Katrin (* 1967), Schweizer Architektin und Politikerin, ehemaliges Mitglied im Kantonsrat der Stadt Zürich
- Jaggi, Louis (1948–2007), Schweizer Skilangläufer
- Jaggi, Luc (1887–1976), Schweizer Bildhauer
- Jäggi, Othmar (* 1967), Schweizer Klassischer Archäologe
- Jäggi, Peter (1909–1975), Schweizer Rechtswissenschaftler
- Jäggi, René C. (* 1948), Schweizer Unternehmer und Sportmanager
- Jaggi, Rudolf (1940–2015), Schweizer Komponist
- Jäggi, Ueli (* 1954), Schweizer SchauspielerUeli Jäggi (* 1954)

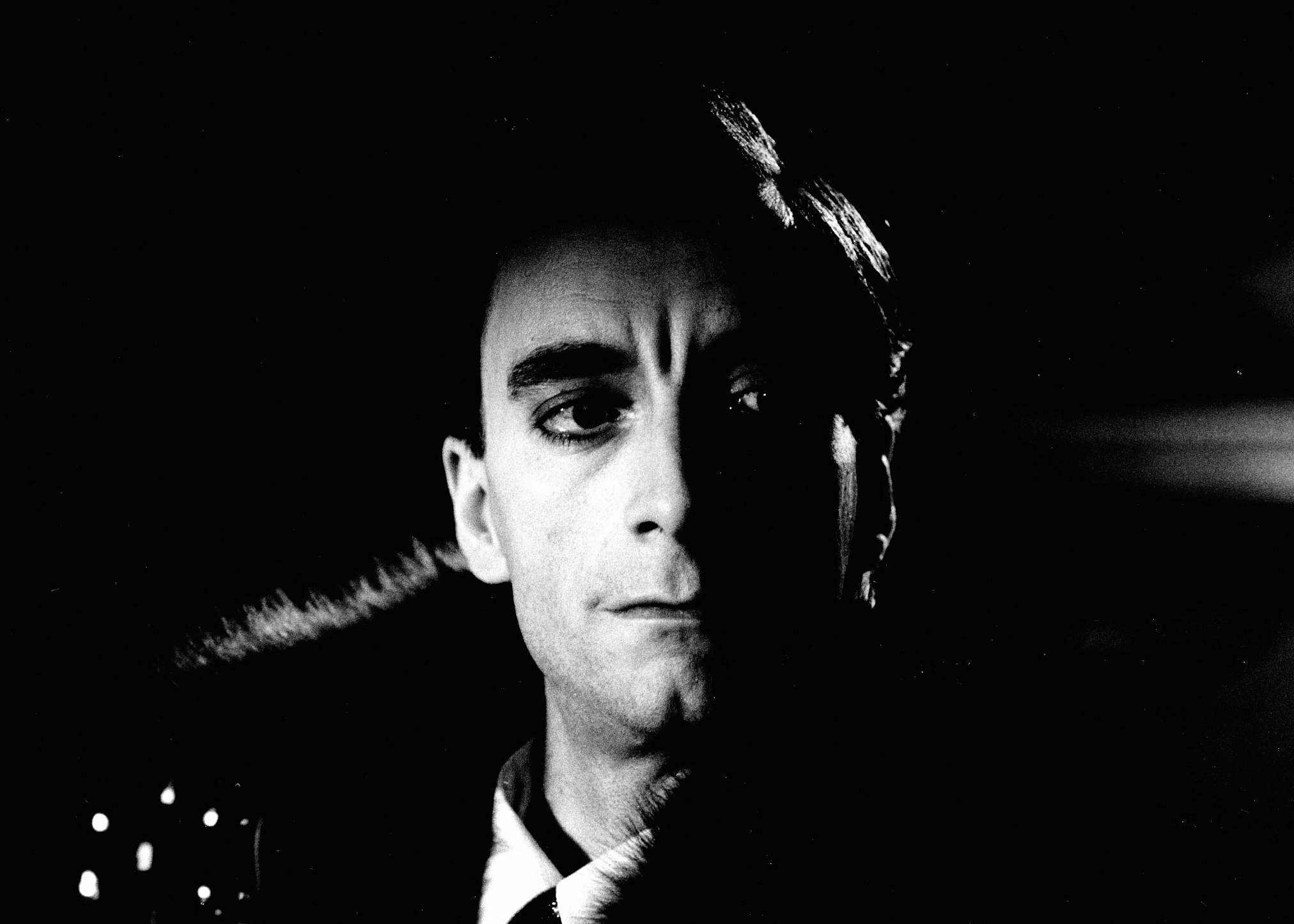
Ueli Jäggi (* 1954)

- Jäggi, Willy (1906–1968), Schweizer Fussballspieler
- Jäggi, Willy (1925–2014), Schweizer Schriftsteller, Theaterkritiker, Verleger und Buchhändler
- Jaggi, Yvette (* 1941), Schweizer Politikerin (SP)
- Jaggid-Lim, König von Mari
- Jäggle, Gerold (* 1961), deutscher Bildhauer
- Jäggle, Martin (* 1948), österreichischer römisch-katholischer Theologe
- Jäggli, Augusto (1911–1999), Schweizer Architekt
- Jäggli, Margrit (1941–2003), Schweizer Malerin und Zeichnerin
- Jäggli, Mario (1880–1959), Schweizer Naturwissenschaftler, Rektor, Forscher und Publizist
- Jaggy, Kim (* 1982), haitianisch-schweizerischer Fußballspieler
- Jaggy, Sabine (* 1952), Schweizer Biologin und Direktorin der Hochschule Luzern

### Jagi
- Jagić, Vatroslav (1838–1923), Slawist
- Jagieliński, Roman (* 1947), polnischer Politiker, Mitglied des Sejm
- Jagielka, Phil (* 1982), englischer Fußballspieler
- Jagiello, Friedrich (1468–1503), polnischer Kardinal und Bischof von Krakau
- Jagiełło, Jarosław (* 1971), polnischer Politiker, Mitglied des Sejm
- Jagiełło, Władysław (1935–2009), polnischer Jazzschlagzeuger
- Jagiellonica, Elisabeth (1482–1517), polnische Prinzessin, Herzogin von Liegnitz und Brieg
- Jagiellonica, Hedwig (1408–1431), polnische und litauische Prinzessin
- Jagiellonica, Hedwig (1457–1502), polnische Prinzessin, Herzogin von Bayern-LandshutHedwig Jagiellonica (1457–1502)

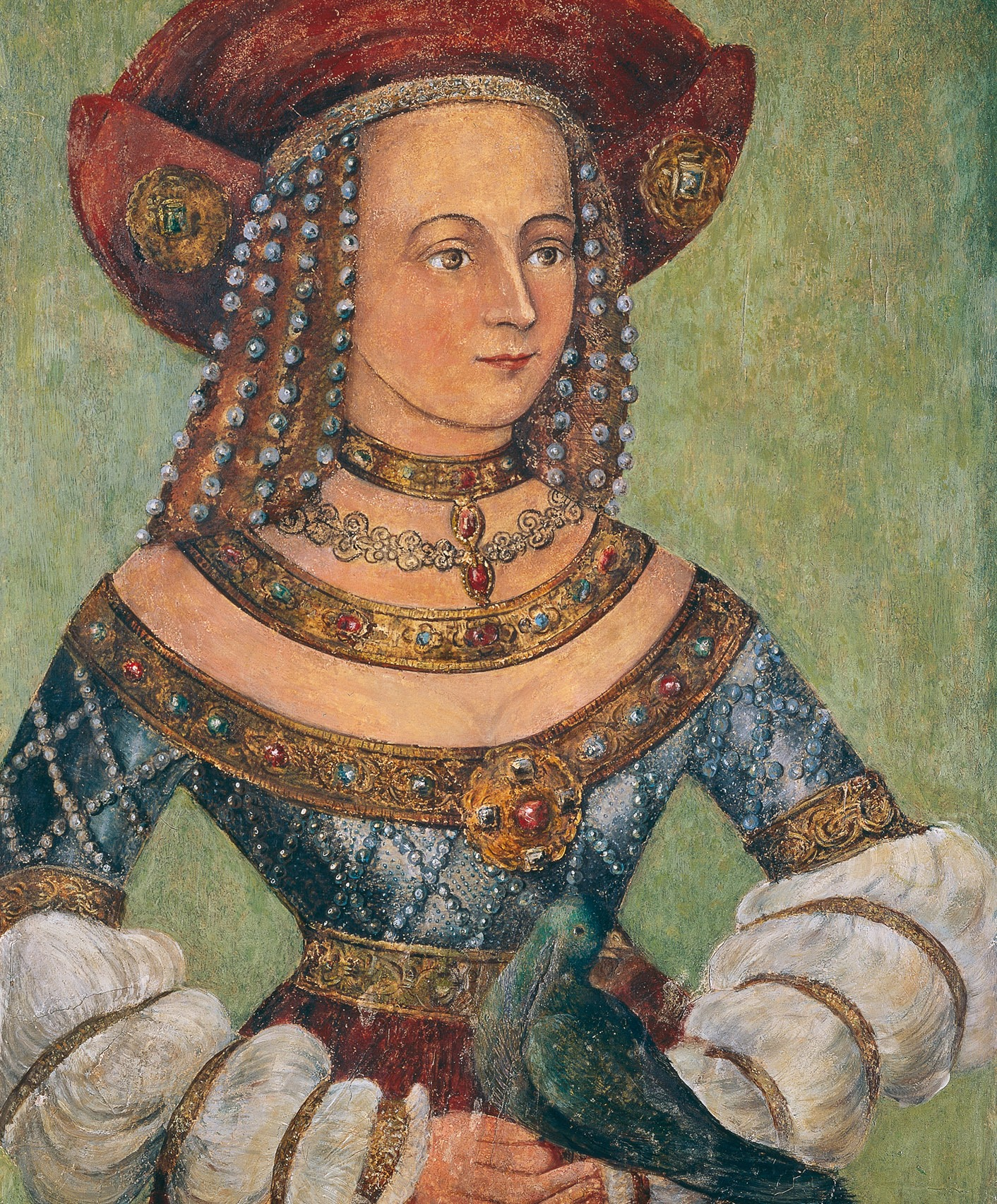
Hedwig Jagiellonica (1457–1502)

- Jagiellonica, Hedwig (1513–1573), polnische Prinzessin aus dem Adelsgeschlecht der Jagiellonen
- Jagiellonica, Isabella (1519–1559), polnische Prinzessin und durch Heirat Königin von Ungarn
- Jagielski, Elisabeth, deutsche Fußballtorhüterin
- Jagielski, Helmut (1934–2002), deutscher Fußballspieler
- Jagielski, Maximilian (1828–1876), polnischer Verleger in Berlin und Posen
- Jagielski, Maximilian (1876–1912), deutscher Architekt
- Jagielski, Mieczysław (1924–1997), polnischer Politiker
- Jagielski, Wojciech (* 1960), polnischer Schriftsteller und Journalist
- Jagitsch, Tony (1948–2024), österreichischer Jazzmusiker

### Jagl
- Jagl, Simone (* 1972), österreichische Politikerin (Grüne), Mitglied des Bundesrates
- Jagła, Adam (1954–2021), polnischer  Radrennfahrer
- Jagla, Jan (* 1981), deutscher Basketballspieler
- Jagla, Jürgen C. (1926–1992), deutscher Zeitungsjournalist
- Jagland, Thorbjørn (* 1950), norwegischer sozialdemokratischer Politiker, Mitglied des Storting
- Jägle, Johann Jakob (1763–1837), deutscher Lyriker, Erzähler, Übersetzer und Verfasser geistlicher Schriften
- Jaglom, Akiwa Moissejewitsch (1921–2007), russischer Mathematiker
- Jaglom, Henry (* 1938), amerikanischer Filmregisseur, Drehbuchautor, Schauspieler
- Jaglom, Isaak Moissejewitsch (1921–1988), russischer Mathematiker
- Jagly-Ogly, Mustafa (* 1934), sowjetischer Gewichtheber

### Jagm
- Jagmetti, Carlo (* 1932), Schweizer Jurist und ehemaliger Diplomat
- Jagmetti, Riccardo (* 1929), Schweizer Jurist und Politiker
- Jagminas, Bronislovas (1935–2016), litauischer Politiker, Mitglied des Seimas und Journalist
- Jagminas, Jonas (* 1949), litauischer Politiker, sowjetlitauischer stellvertretender Ministerpräsident, Agronom

### Jagn
- Jagne, Ablie (1953–2015), gambischer Fußballspieler
- Jagne, Baboucarr-Blaise (* 1955), gambischer Politiker und Diplomat, Außenminister Gambias
- Jagne, Dodou Bammy, gambischer Diplomat, Politiker und Verwaltungsbeamter
- Jagne, Fatou, gambische Menschenrechtsaktivistin
- Jagne, Gibou M. († 2021), gambischer Politiker
- Jagne, Ismaila (* 1984), gambischer Fußballspieler
- Jagne, Jainaba, gambische Diplomatin
- Jagne, Mamour Alieu, gambischer Politiker und Diplomat
- Jagne, Mamour Malick, gambischer Ökonom und Banker
- Jagne, Modou (* 1983), gambischer Fußballspieler
- Jagne, Omar (* 1992), gambisch-schwedischer Fußballspieler
- Jagne, Pa Modou (* 1989), gambischer Fußballspieler
- Jagne, Saihou (* 1986), gambischer Fußballspieler
- Jagne, Siga Fatima, gambische Politikerin und Frauenrechtlerin
- Jagnow, Bjørn (* 1972), deutscher Fantasy-Schriftsteller
- Jagnow, Kati (* 1977), deutsche Diplom-Ingenieurin und Hochschullehrerin

### Jago
- Jago, Barbara, britische Autorin
- Jagoda, Bernhard (1940–2015), deutscher Politiker (CDU), MdL, MdB, Präsident der Bundesanstalt für Arbeit
- Jagoda, Flory (1923–2021), jugoslawisch-US-amerikanische Songwriterin und Sängerin
- Jagoda, Genrich Grigorjewitsch (* 1891), russischer Chef der sowjetischen Geheimpolizei NKWDGenrich Grigorjewitsch Jagoda (* 1891)

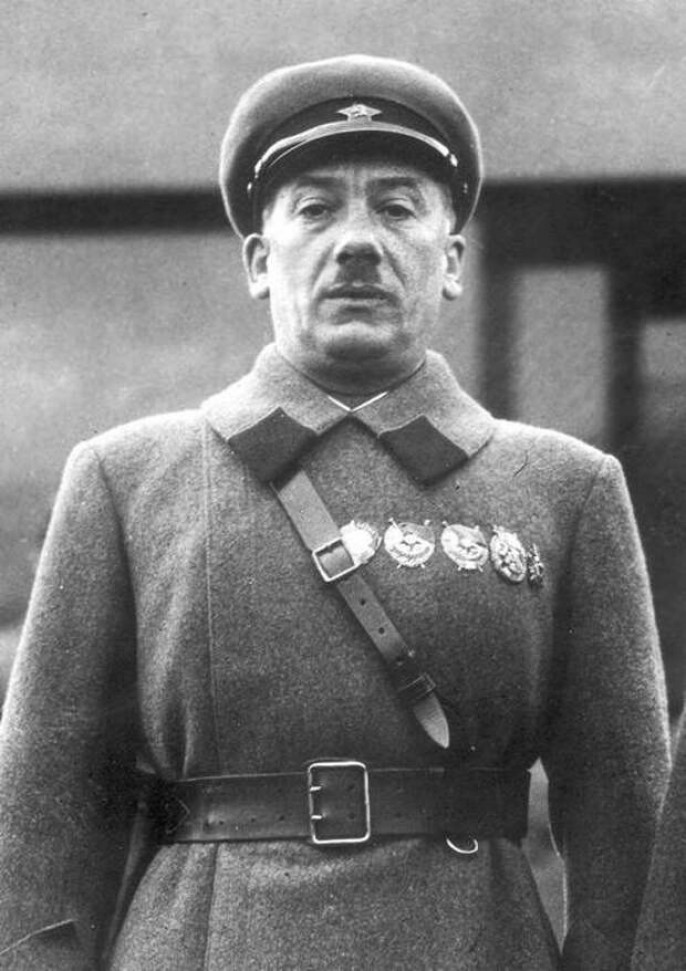
Genrich Grigorjewitsch Jagoda (* 1891)

- Jagoda, Kai (* 2000), deutscher Eiskunstläufer
- Jagodić, Hadži-Petko (1810–1880), serbisch-orthodoxer Priester und Aufständischer
- Jagodinskis, Vitālijs (* 1992), lettischer Fußballspieler
- Jagoditsch, Rudolf (1892–1976), österreichischer Slawist
- Jagodnik, Goran (* 1974), slowenischer Basketballspieler
- Jagodziński, Andrzej (* 1953), polnischer Jazzmusiker (Piano, Akkeordeon, Arrangement)
- Jagodzinski, Heinz (1916–2012), deutscher Kristallograph und Mineraloge
- Jagodziński, Henryk Mieczysław (* 1969), polnischer Geistlicher, römisch-katholischer Erzbischof und Diplomat des Heiligen Stuhls
- Jagor, Fedor (1816–1900), deutscher Forschungsreisender und Ethnograph
- Jagor, Jaak-Heinrich (* 1990), estnischer Leichtathlet
- Jagose, Annamarie (* 1965), neuseeländische Autorin
- Jagow, Adolf von (1811–1881), preußischer Kammerherr
- Jagow, Bernhard von (1840–1916), Gutsbesitzer und preußischer Politiker
- Jagow, Bettina von (* 1971), deutsche Literaturwissenschaftlerin
- Jagow, Clemens von (1903–1993), deutscher Jurist, Präsident des Landgerichts Lübeck
- Jagow, Dietrich von (1892–1945), deutscher Politiker, SA-Führer, MdR (NSDAP) und Gesandter in UngarnDietrich von Jagow (1892–1945)

Dietrich von Jagow (1892–1945)

- Jagow, Ernst von (1853–1930), deutscher Verwaltungsjurist, preußischer Regierungs- und Oberpräsident
- Jagow, Eugen von (1849–1905), Schriftsteller, preußischer Oberleutnant
- Jagow, Friedrich von (1802–1858), deutscher Gutsbesitzer, Landrat und Deichhauptmann
- Jagow, Friedrich Wilhelm von (1771–1857), preußischer General der Infanterie, Domherr zu Brandenburg
- Jagow, Gottlieb von (1863–1935), deutscher Diplomat und Politiker
- Jagow, Günther von (1847–1928), deutscher Gutsbesitzer und Politiker, MdR
- Jagow, Gustav von (1813–1879), deutscher Beamter und Politiker, MdR
- Jagow, Hans-Georg von (1880–1945), deutscher Generalleutnant sowie Regierungspräsident von Magdeburg
- Jagow, Hermann von (1848–1923), deutscher Gutsbesitzer und Politiker, MdR
- Jagow, Joachim von (* 1931), deutscher LDPD-Funktionär
- Jagow, Julius von (1825–1897), Landrat, Reichstagsabgeordneter
- Jagow, Karl von (1818–1888), deutscher Rittergutsbesitzer und Politiker, MdR
- Jagow, Kurt (1890–1945), deutscher Historiker und Archivar
- Jagow, Ludwig von (1770–1825), preußischer Generalmajor, Generaladjutant des Königs
- Jagow, Matthias von (1480–1544), Bischof von Brandenburg und Reformator Brandenburgs
- Jagow, Peter von (* 1937), deutscher Diplomat
- Jagow, Traugott von (1865–1941), deutscher Verwaltungsbeamter und Politiker, Polizeipräsident von Berlin
- Jagow, Walther von (1867–1928), deutscher General der Kavallerie
- Jagow, Wilhelm von (1770–1838), preußischer Landrat des Kreises Osterburg

### Jagp
- Jagpal, Rhianna (* 1995), kanadische Schauspielerin und Model

### Jagr
- Jágr, Jaromír (* 1972), tschechischer EishockeyspielerJaromír Jágr (* 1972)

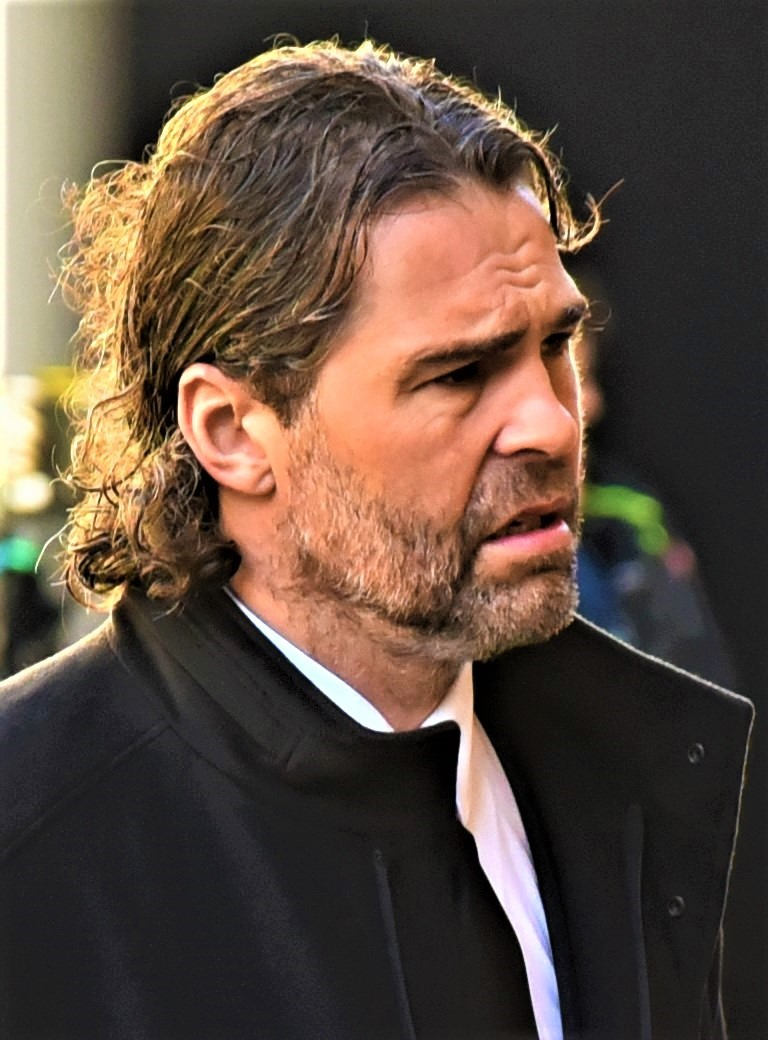
Jaromír Jágr (* 1972)

### Jags
- Jagsch, Alexander (* 1970), österreichischer Schauspieler
- Jagsch, Erich (* 1955), österreichischer Radrennfahrer
- Jagsch, Marilies (* 1984), österreichische Musikerin und Sängerin
- Jagsch, Pauline (* 2003), deutsche Kanutin
- Jagsch, Peter (* 1970), österreichischer Politiker (SPÖ)
- Jagsch, Stefan (* 1986), deutscher Politiker (NPD)
- Jagschitz, Gerhard (1940–2018), österreichischer Historiker
- Jagstaidt, Max (1881–1932), Politiker und Abgeordneter im Memelgebiet

### Jagt
- Jagt, Arjan (* 1966), niederländischer Radrennfahrer
- Jagtap, Aditya (* 1992), indischer Squashspieler

### Jagu
- Jaguaribe, Hélio (1923–2018), brasilianischer Soziologe, Politologe und Autor
- Jagubkin, Alexander Gennadjewitsch (1961–2013), sowjetischer Boxer
- Jagucki, Janusz (1947–2025), polnischer Theologe, Bischof der Evangelisch-Augsburgischen Kirche in Polen
- Jagudajev, Nikima (* 1990), US-amerikanische Tänzerin, Choreografin und Performancekünstlerin
- Jagudin, Alexei Konstantinowitsch (* 1980), russischer Eiskunstläufer
- Jaguer, Édouard (1924–2006), französischer Schriftsteller, Zeichner und Kunstkritiker
- Jagurinovski, Tomislav (* 1998), mazedonischer HandballspielerTomislav Jagurinovski (* 1998)

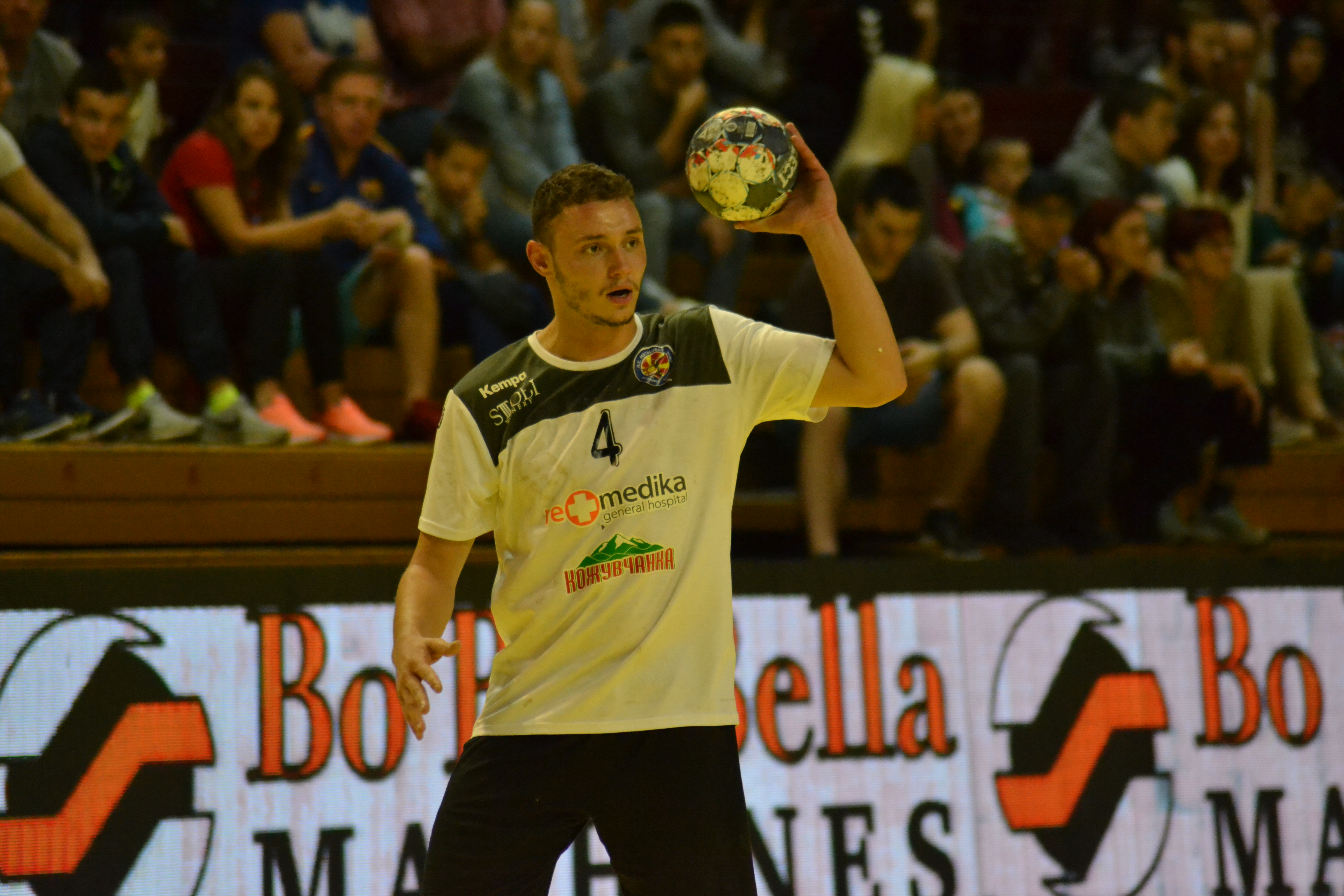
Tomislav Jagurinovski (* 1998)

- Jagusch, Birgit (* 1976), deutsche Sozialwissenschaftlerin
- Jagusch, Heinrich (1908–1987), deutscher Jurist
- Jagusch, Rudolf (* 1967), deutscher Schriftsteller
- Jagusch, Walter (1912–1981), deutscher Jurist im Reichssicherheitshauptamt
- Jaguschinski, Pawel Iwanowitsch (1683–1736), russischer Politiker, Diplomat und Generalmajor
- Jagutpal, Kailesh Kumar Singh, mauritischer Politiker

### Jagw
- Jagwitz, Friedrich von (1819–1881), deutscher Rittergutsbesitzer und Verwaltungsjurist
- Jagwitz, Wilhelm Jacob (1752–1826), preußischer Beamter